# Monteiasi
Monteiasi är en ort och kommun i provinsen Taranto i regionen Apulien i Italien. Kommunen hade 5 580 invånare (2017).